# Abdopus
Abdopus Norman & Finn, 2001 è un genere di molluschi cefalopodi della famiglia degli Octopodidi, noti con il nome di polpi braccia lunghe.

## Descrizione
Il genere comprende polipi di taglia medio-piccola, con mantello di forma grossolanamente ovoidale, lungo sino a 70 mm, dotato di ricca componente muscolare, di colore variabile, con macchie biancche sulla parte dorsale; le braccia sono lunghe 4-8 volte il mantello, con ventose in disposizione biseriale; nei maschi il terzo braccio destro è ectocotilizzato ed è leggermente più corto del braccio corrispondente. Questi polipi sono dotati di una tasca del nero e hanno un sifone a forma di W.

## Biologia
Questi polpi sono attivi principalmente nelle ore diurne.
Quando minacciati,  sono capaci di autotomia.

## Distribuzione e habitat
L'areale di questa specie si estende dal Mar Rosso, attraverso l'oceano indiano sino al Pacifico.
Vive in acque poco profonde, prediligendo le barriere coralline.

## Tassonomia

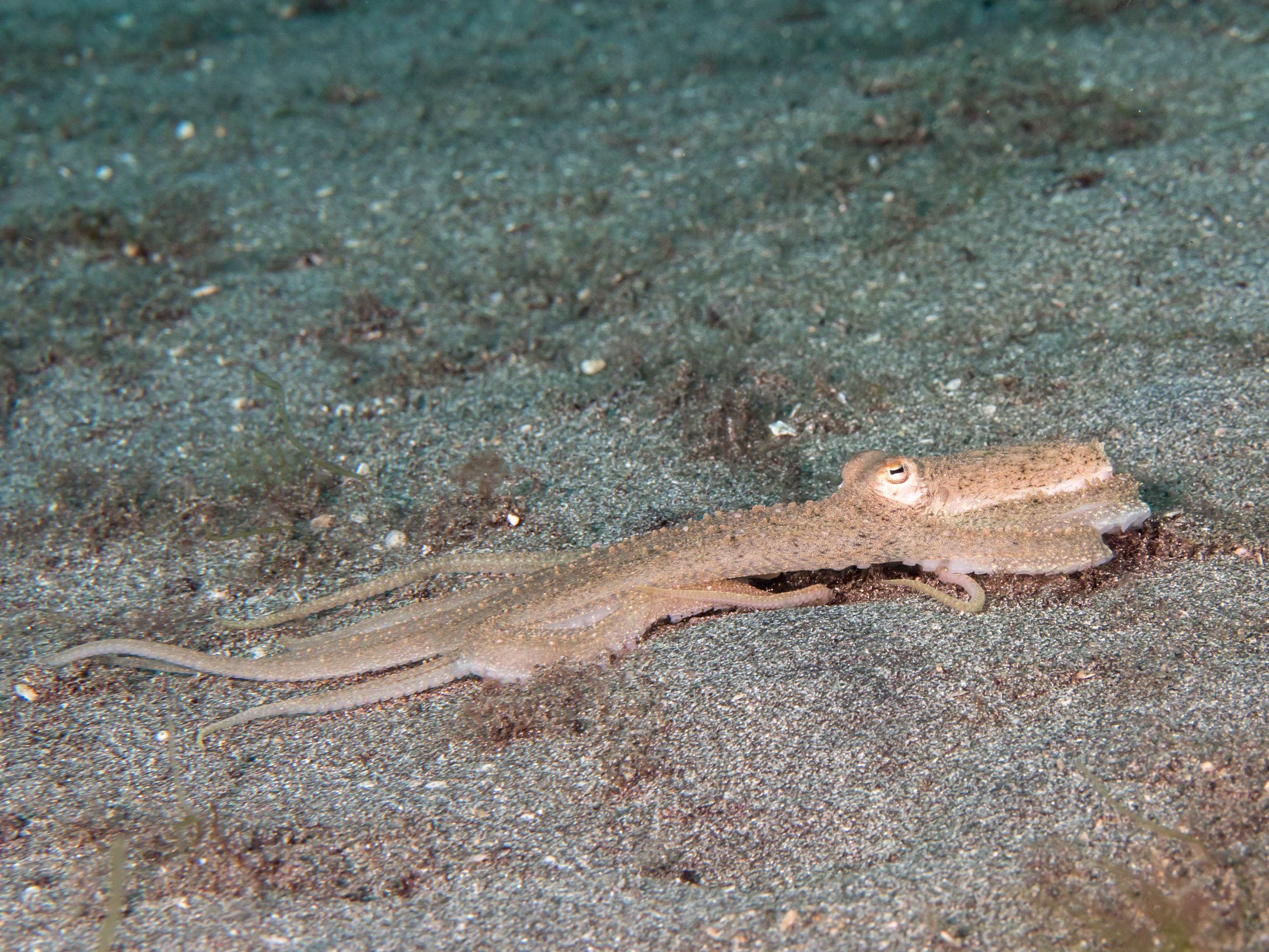
Abdopus sp.

Questo genere comprende le seguenti specie:
- Abdopus abaculus (Norman & Sweeney, 1997) – polpo mosaico
- Abdopus aculeatus (A. d'Orbigny, 1834) – polpo delle alghe
- Abdopus capricornicus (Norman & Finn, 2001)
- Abdopus horridus (A. d'Orbigny, 1826) – polpo del Mar Rosso
- Abdopus tenebricus (E. A.Smith, 1884)
- Abdopus tonganus (Hoyle, 1885)
- Abdopus undulatus Huffard, 2007